# Conca di Tarvisio
La Conca di Tarvisio (in tedesco Tarviser Feld, in sloveno Trbižij porečje) è la zona del Friuli-Venezia Giulia al di là delle Alpi (e quindi della Regione geografica italiana) oltre la Sella di Camporosso. È raggiungibile anche dalla Slovenia da Rateče e dal Passo del Predil.

## Comuni
I comuni nella conca di Tarvisio sono:
- Tarvisio

## Geografia
Comprende la Val Canale tra il confine austriaco presso Unterthörl (Austria) alla Sella di Camporosso e le piccole valli della Valromana, la Val Rio del Lago, la Val di Riofreddo.

## Monti
- Mangart (2.677 m)
- Jôf Fuart (2.666 m)
- Monte Cergnala (2.344 m)
- Cima del Lago (2.125 m)
- Cima del Cacciatore (2.071 m)
- Pizzo di Mezzodì (2.062 m)
- Monte Acomizza (1.813 m)
- Capin di Ponente (1.736 m)
- Monte Forno (1.508 m)
- Monte Prisnig (1.324 m)
- Monte Lella (1.182 m)

## Comunicazioni
La valle è attraversata dalla Ferrovia Pontebbana e dalla Autostrada A23, dall'ex Strada statale 13 Pontebbana che sono un importante collegamento tra Udine e l'Austria e dall'ex Strada statale 54 del Friuli che è un importante collegamento tra Udine e l'Austria via alta Valle dell'Isonzo-Passo del Predil (Slovenia).
Fino al 1965 era attraversato anche dalla Ferrovia Tarvisio-Lubiana.

## Popolazione
La popolazione è da secoli quadrilingue:
- italiano, lingua ufficiale dal 1918
- tedesco, lingua ufficiale fino al 1918
- friulano
- sloveno

La religione professata dai quattro gruppi linguistici è il cattolicesimo sotto l'arcidiocesi di Udine nella regione ecclesiastica Triveneto.

## Storia
Fino al 1918 era parte dell'Austria Ungheria sotto la Carinzia, con la fine della prima guerra mondiale col Trattato di Saint-Germain-en-Laye del 1919 venne assegnata all'Italia pur essendo al di là delle Alpi.
Nel 1943 entrò a far parte della Germania nazista della Zona d'operazioni del litorale adriatico e nel 1945 ritornò sotto l'Italia. 
la motivazione per cui entrò a far parte dell'Italia era perché era più difendibile che la Sella di Camporosso e il Passo del Predil.